# Crawley & District Football League
Crawley & District Football League var en engelsk fotbollsliga. Den hade tre divisioner och toppdivisionen Premier Division låg på nivå 11 i det engelska ligasystemet.
Ligans medlemmar kunde ansöka om uppflyttning till Combined Counties Football League eller Sussex County Football League.
När säsongen 2005/06 var färdigspelad tog South Park FC steget upp till CCL. Mästarna 2008/09 Bletchingley flyttades till Surrey Elite Intermediate League. Säsongen 2009/10 spelade ligans sista mästare Merstham Newton hela säsongen utan att förlora en enda match.
Vid slutet av säsongen 2009/10 lades ligan ned och medlemsklubbarna gick med i Mid Sussex Football League eller West Sussex Football League. 

## Mästare sedan 2006
| Säsong  | Premier Division | Division One       | Division Two         | Division Three    |
| ------- | ---------------- | ------------------ | -------------------- | ----------------- |
| 2005/06 | Merstham Newton  | Windmill           | County Oak           | Sussex Elite      |
| 2006/07 | GSK Phoenix      | Northgate Athletic | Crawley Elite        | Real Hydraquip II |
| 2007/08 | Holland Sports   | Real Hydraquip     | Ifield Edwards FC IV |                   |

Ligan minskades till tre divisioner från säsongen 2008/09.
| Säsong  | Premier Division | Division One     | Division Two       |
| ------- | ---------------- | ---------------- | ------------------ |
| 2008/09 | Bletchingley     | FG Galaxy        | Chagos Island      |
| 2009/10 | Merstham Newton  | Sporting Crawley | Ifield Edwards 'B' |